# Black Mambas F.C
Black Mambas F.C is een Zimbabwaanse voetbalclub uit de hoofdstad Harare. Ze worden gesponsord en fel gesteund door de nationale politie van Zimbabwe.